# Вудсток (Англия)
Ву́дсток (англ. Woodstock) — небольшой городок в графстве Оксфордшир Англии, входит в состав района Уэст-Оксфордшир.
Находится в 12 километрах севернее Оксфорда. Небольшая речка Глим делит город на старый и новый Вудсток. Город известен в основном благодаря расположенному на его окраине дворцу Бленхейм, где в 1874 году родился Уинстон Черчилль.
Название Вудсток имеет англосаксонское происхождение и означает: просвет, поляна в лесу. Интересен замок Вудстока, эхо в котором отчетливо повторяется 17 раз.
Городок Вудсток имеет прямое отношение к королевскому двору, ведь в своё время целая плеяда англосаксонских королей, привлечённая в эти места превосходной охотой, проводила здесь много времени. По приказу короля Генриха I здесь был выстроен охотничий домик, а по приказу его наследника короля Генриха II домик был расширен и перестроен в загородную королевскую резиденцию — Вудстокский дворец. 
Это было нечто среднее между загородным поместьем и замком, в котором в 1330 году родился знаменитый Эдуард Чёрный Принц, старший сын короля Эдуарда III, носивший титул принца Уэльского и герцога Аквитанского (прозванный так в народе по цвету доспехов, которые он всегда носил в бою в память о погибшей возлюбленной). Он так и не стал королём, поскольку скончался раньше своего отца.
Принц был отважным воином и способным полководцем, под его командованием англичане нанесли сокрушительное поражение французскому войску в битве при Пуатье. Сторонники короля превратили Вудсток в одну из своих баз во время Гражданской войны, но после их поражения войска Кромвеля по счастливой случайности так и не появились в этих местах, чтобы уничтожить поместье и город. Поместье в 1704 году перешло в собственность герцога Мальборо, по приказу которого и было снесено. Долгое время Вудсток зависел от королевской, а затем и от герцогской щедрости.
В наши дни Вудсток — это процветающий городок-спутник Оксфорда, место, где могут остановиться посетители Бленхеймского дворца. Сам городок — очаровательное место с его привлекательными каменными домиками, сгрудившимися вокруг главной площади на пересечении улиц Маркет-стрит и Хай-стрит. Именно здесь вы найдёте одну городскую достопримечательность — музей графства Оксфордшир (Oxfordshire Museum), хорошо подобранная экспозиция археологических находок, стенды музея содержат много интересной информации по социальной истории и развитию экономики графства.
В помещении музея располагается и туристический офис, в котором путешественники могут получить много полезной информации относительно соседнего Котсуолда. Здесь имеется и несколько хороших пабов, самый лучший из них — паб The Bear. Приятное местечко, бывшее когда-то небольшим постоялым двором для извозчиков и возниц, находится напротив здания музея. Старинные низкие балочные потолки и обстановка, хороший выбор блюд и пива. Автобусы из Оксфорда прибывают сюда каждые 30 минут (в воскресенье интервал движения больше), некоторые следуют далее до старинного города Стратфорд-апон-Эйвон.